# Воздвиженка (Туймазинський район)
Воздви́женка (рос. Воздвиженка, башк. Воздвиженка) — присілок у складі Туймазинського району Башкортостану, Росія. Входить до складу Гафуровської сільської ради.
Населення — 232 особи (2010; 94 у 2002).
Національний склад:
- росіяни — 73 %